# Lopatînka, Orativ
Lopatînka (în ucraineană Лопатинка) este localitatea de reședință a comunei Lopatînka din raionul Orativ, regiunea Vinnița, Ucraina.

## Demografie
Componența lingvistică a localității Lopatînka
     Ucraineană (99,58%)
     Alte limbi (0,42%)
Conform recensământului din 2001, majoritatea populației localității Lopatînka era vorbitoare de ucraineană (99,58%), existând în minoritate și vorbitori de alte limbi.